# Stactobia ulmeriana
Stactobia ulmeriana är en nattsländeart som beskrevs av Schmid 1959. Stactobia ulmeriana ingår i släktet Stactobia och familjen smånattsländor. Inga underarter finns listade i Catalogue of Life.